# 전쟁의 신
《전쟁의 신》(튀르키예어: Fatih'in Fedaisi Kara Murat)는 아이테킨 비르콘 감독의 2015년 영화이다.

## 배역
- 파티흐 우스타 - 카라 무라트 역
- 바하디르 사리 - 탈루스 역
- 네피세 카라타이 - 누르 역